# Premio Shanti Swarup Bhatnagar per la scienza e la tecnologia
Il premio Shanti Swarup Bhatnagar per la scienza e la tecnologia (in inglese Shanti Swarup Bhatnagar Prize for Science and Technology) è un premio annuale assegnato dalla maggiore organizzazione scientifica indiana: il Council of Scientific and Industrial Research (CSIR) istituito nel 1958. È dato per i contributi scientifici indiani in: biologia, chimica, scienze ambientali, ingegneria, matematica, medicina e fisica. Il premio prende il nome dallo scienziato indiano Shanti Swaroop Bhatnagar (1894-1955).
Il premio è dato a cittadini indiani fino a 45 anni di età per i contributi scientifici sviluppati principalmente in India nei cinque anni precedenti al premio. Il premio consiste di 500.000 rupie indiane e 15.000 rupie indiane al mese fino ai 65 anni di età.